# Jelcz 272
Jelcz 272 je typ polského autobusu, který byl na základě československé licence vyráběn v 60. a 70. letech 20. století ve městě Jelcz (nyní město Jelcz-Laskowice). V Československu byl tento autobus vyráběn pod označením Škoda 706 RTO.

## Konstrukce
Konstrukčně byl Jelcz 272 MEX shodný s československými vozy 706 RTO. Jednalo se o dvounápravový autobus s trambusovou, polosamonosnou karoserií, která byla umístěna na nosném rámu. Vstup do vozu zajišťovaly dvoje dvojkřídlé dveře, pro řidiče byla určena malá dvířka v levé bočnici, která vedla přímo na jeho stanoviště. Na první pohled poznatelný rozdíl mezi polskými Jelczy a československými Škodami jsou přední světla. Vozy 706 RTO měly přední světla zaoblená podle linie vozové skříně, zatímco Jelczy měly světla rovná, vystouplá z karoserie.
Autobusy Jelcz 272 MEX byly vyráběny pouze v městské variantě. Linkové vozy (obdoba československých 706 RTO CAR) byly označeny Jelcz 041.

## Provoz
Vozy Jelcz 272 MEX byly v hojném počtu exportovány také do Československa, kde jezdily v mnohých městech (např. Praha, Brno).

## Historické vozy
- Praha (vůz ev. č. 4881)
- občanské sdružení Za záchranu historických autobusů a trolejbusů Jihlava (teplický vůz ev. č. 82)
- Technické muzeum v Brně (odkoupen v obci Roseč, okr. Jindřichův Hradec)

Polsko:
- Bydhošť (vůz registrační značky BBA 332D)
- Krakov (vůz ev. č. 341)
- Lublin (vůz ev. č. 11999)
- Varšava (vůz ev. č. 1983)